# Zazie de Paris

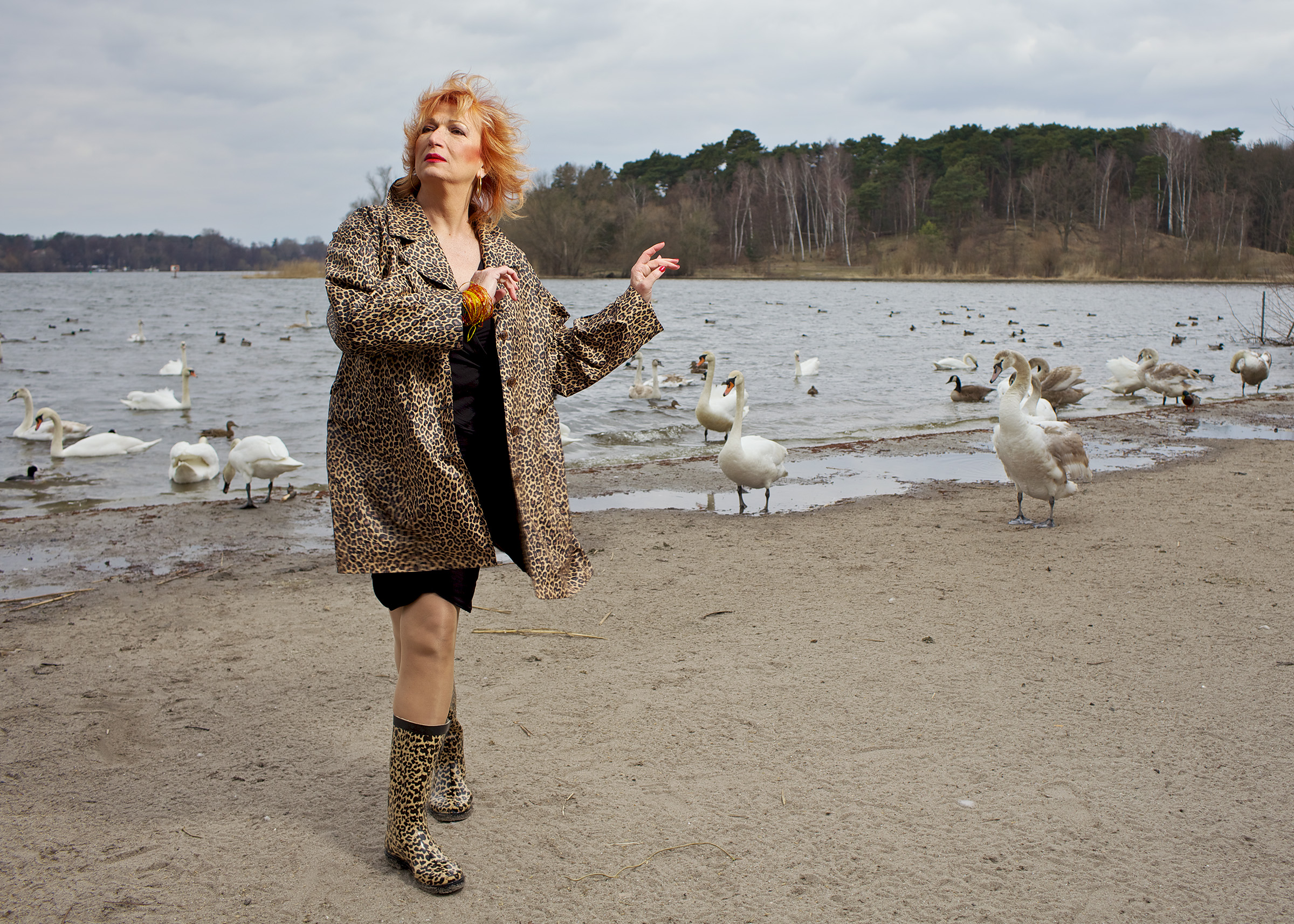
Zazie de Paris, Berlin 2011

Zazie de Paris (* vor 1950 in Paris), bürgerlich Solange Dymenzstein, ist eine transsexuelle französische Schauspielerin und Sängerin.

## Leben
Als Kind jüdischer Eltern wuchs Zazie in Frankreich und Israel auf und erhielt ab dem achten Lebensjahr eine Ballettausbildung an der Pariser Oper. Sie arbeitete zwölf Jahre als klassische Tänzerin unter anderem bei Maurice Béjart im Alcazar und war zehn Jahre lang festes Ensemblemitglied am Hamburger Schauspielhaus.
In den 1970er Jahren strippte sie in verschiedenen Lokalen, und im Pariser Revuetheater „Alcazar“ gehörte „Serge de Paris“ vier Jahre lang zu den Attraktionen. Ihre Gesangs- und Schauspielausbildung erhielt sie am Théâtre École de Montreuil. Als sie nach Jahren des klassischen Tanzes genug von harter Disziplin hatte, wechselte sie in die Underground-Szene und tauchte als neuer Star der klassischen Bühne wieder auf. Am Théâtre de l’Odéon spielte sie in Peter Zadeks Inszenierung von Maß für Maß. Als Zazie de Paris brachte sie Regisseur Peter Zadek zu Beginn der 1980er Jahre in seiner Fallada-Revue Jeder stirbt für sich allein an das Schillertheater in Berlin; sie spielte an der Seite von Ute Lemper und Eva Mattes und in Der blaue Engel am Theater des Westens (Zadek, Savary). 1985 holte Zadek sie zu seiner Inszenierung von Joshua Sobols Ghetto an das Deutsche Schauspielhaus in Hamburg, wo sie zehn Jahre lang zum Ensemble gehörte. Hier war sie unter anderem 1986 in Der Bürger als Edelmann als skurriler Tanzmeister neben Hauptdarsteller Heinz Schubert zu sehen. Zazie arbeitete mit namhaften Regisseuren wie zum Beispiel Martin Wuttke am Berliner Ensemble oder Jérôme Savary.
1998 spielte sie unter der Regie von Werner Schroeter in einer Bühnenfassung von Monsieur Verdoux am Berliner Ensemble und unter der Regie von Peter Zadek bei den Salzburger Festspielen 1999 in Aufstieg und Fall der Stadt Mahagonny. Im selben Jahr erschien ihre erste CD: Zazie de Paris – Warum Madame, warum? Sie arbeitete eng mit Martin Wuttke zusammen. 1999 war sie am Schauspielhaus Zürich in Woyzeck zu sehen. 2000 stand sie zusammen mit Irm Hermann und Katharina Blaschke in Franz Wittenbrinks Sekretärinnen auf der Bühne des Berliner Schillertheaters.
Sie wirkte in mehreren Spielfilmen mit und hatte einige Auftritte im Fernsehen. Zazie erhielt Rollen in Kinofilmen von Wieland Speck, unter anderem Westler und Das Geräusch rascher Erlösung. Im Fernsehen moderierte Zazie de Paris unter anderem die „Off Line“ in Berlin und die Benefizgala gegen die Schließung des Berliner Schillertheaters. Unter der Regie von Claude-Oliver Rudolph spielte sie mit Nikolai Kinski und Cosma Shiva Hagen in dem Roadmovie Dirty Sky. Sie spielte außerdem in „Deux“ (Schroeter) mit Isabelle Huppert in der Hauptrolle. 2006 war sie Gaststar bei Ulrich Tukur und den Rhythmus Boys bei ihrem „Best of“-Programm im Tipi – das Zelt am Kanzleramt. Zu sehen war sie ebenso in den Sophiensälen in der Produktion 5 im gleichen Kleid von Alan Ball und spielte 2005 im Hau/Theater Hebbel am Ufer, Berlin mit dem Künstlerkollektiv „Cheap“ in ihrer Hommage an Carmelo Bene, „Eine Nacht Weniger“. Im szenischen Hörspiel Die Blinden trat sie an der Berliner Volksbühne auf.
In der Bar jeder Vernunft zeigte sie ihre Soloprogramme Die Wiederherstellung einer Diva und Rendezvous um Mitternacht. Im Oktober 2007 verkörperte sie im Theater an der Parkaue die gute Fee im Kinderstück Stoffel fliegt übers Meer (Regie: Susanne Sachsse).
Im November 2010 gewann der Film Kill Me Please des belgisch-französischen Regisseurs Olias Barco beim 5th International Rome Filmfestival den „Marc Aurel“ in Gold (Marc’Aurelio Jury Award for Best Film). Der Streifen beschäftigt sich mit schwarzem Humor mit den Themen Selbstmord und Sterbehilfe. Zazie spielt eine lebensmüde Chansonsängerin, die ihre Stimme verloren hat. 
Von 2015 bis zum letzten Fall des Teams im September 2024 spielte sie in den Frankfurter Tatort-Folgen Fanny, die Freundin und Vermieterin von Paul Brix.
Zazie de Paris lebt in Berlin.

## Filmografie
- 1983: Das Geräusch rascher Erlösung (Kurzfilm) – Regie: Wieland Speck[3]
- 1983: Die wilden Fünfziger – Regie: Peter Zadek[3]
- 1985: Der goldene Oktober – Regie: Knut Hoffmeister[4]
- 1985: Westler – Regie: Wieland Speck[3]
- 1988: Ballhaus Barmbek – Regie: Christel Buschmann[3]
- 1991: Salmiak Noir – Regie: Volker Lüdecke[3]
- 1991: Madhouse I/II – Regie: Knut Hoffmeister[5]
- 1997: Verspielte Nächte – Regie: Angeliki Antoniou[3]
- 1998: Aufstieg und Fall der Stadt Mahagonny – Regie: Brian Large[3]
- 2002: Deux – Regie: Werner Schroeter[3]
- 2002: Blond: Eva Blond! – Der Mörder spricht das Urteil – Regie: Jorgo Papavassiliou[3]
- 2004: Franz – Regie: Wolfgang B. Heine[3]
- 2010: Kill Me Please – Regie: Olias Barco[3]
- 2010: Ecstasy: The Longing and Loneliness of Laura Stearn – Regie: Christian Holzfuss[3]
- 2011: Warum Madam Warum – Regie: John Edward Heys[3]
- 2013: Tatort: Schwindelfrei – Regie: Justus von Dohnányi[3]
- 2014: Les nuits d'été[3]
- 2015: Tatort: Kälter als der Tod – Regie: Florian Schwarz[3]
- 2015: B-Movie: Lust & Sound in West-Berlin 1979–1989, Dokumentation mit Mark Reeder, Regie von Jörg A. Hoppe, Klaus Maeck, Heiko Lange und Alexander von Sturmfeder[6]
- 2015: Tatort: Hinter dem Spiegel – Regie: Sebastian Marka[3]
- 2016: Tatort: Die Geschichte vom bösen Friederich – Regie: Hermine Huntgeburth[3]
- 2016: Welcome All Sexes-30 Jahre Teddy Awards – Regie: Rosa von Praunheim[6]
- 2016–2018: Lindenstraße (Folgen 1603, 1605, 1615 und 1665)[3]
- 2016: Tatort: Wendehammer[3]
- 2017: Tatort: Land in dieser Zeit[3]
- 2017: Tatort: Fürchte dich[3]
- 2018: Tatort: Unter Kriegern[3]
- 2018: Tatort: Der Turm[3]
- 2019: Tatort: Das Monster von Kassel[3]
- 2019: Tatort: Die Guten und die Bösen[3]
- 2020: Tatort: Funkstille[3]
- 2021: Tatort: Wer zögert, ist tot[3]
- 2021: Tatort: Luna frisst oder stirbt[3]
- 2022: Tatort: Finsternis[3]
- 2022: Tatort: Leben Tod Ekstase[3]
- 2022: Kurschatten[3]
- 2022: Ich war's nicht[3]
- 2023: Tatort: Kontrollverlust[3]
- 2024: Tatort: Es grünt so grün, wenn Frankfurts Berge blüh’n[3]

## Hörspiele
- 2007: Christoph Kalkowski/Matthias Wittekindt: Der Kongress der Supervisionäre (Pater Tranquilius) – Regie: Christoph Kalkowski (Hörspiel – RBB)